# Сортування білків
Ця стаття описує сортування білків клітинами еукаріотів, якщо не помічено окремо.
Сортування білків — механізм, за допомогою якого клітина транспортує білки до відповідних частин клітини або за її межами. Місцем призначення білка можуть бути внутрішній простір певної органели, будь-яка з внутрішніх мембран, клітинна мембрана або міжклітинний простір, якого білки досягають шляхом секреції. Процес сортування здійснюється засновуючись на інформації, що містить безпосередньо сам білок. Правильне сортування критичне для клітини, помилки у цьому процесі часто приводять до хвороб.

## Сигнали сортування
Сигнали сортування — фрагменти інформації, що надають можливість клітинному транспортному механізму правильно направити білок до необхідного компартменту. Цей сигнал може міститися як в пептидній послідовності білка, так і в просторовій структурі згорнутого білка. Ділянка пептидної послідовності, яка містить цю інформацію, називається сигнальним пептидом. Є два типи сигнальних пептидів, попередні сигнальні послідовності і внутрішні сигнальні послідовності. Попередні сигнальні послідовності часто знаходяться на N-термінальному кінці і складаютюся з 6-136 основних і гідрофобних амінокислот. Деякі попередні послідовності, зокрема у випадку більшості білків, призначених до пероксисоми, знаходяться на їхньому C-термінальному кінці. Інші сигнали компонуються з окремих шматків пептидної послідовності. Для функціонування ці компоненти повинні зкомпонуватися разом на поверхні білка в результаті згортання, вони називаються сигнальними фрагментами. Крім того, деякі сигнали створюються в результаті посттрансляційної модифікації, наприклад, глікозилювання.

## Транслокація білків
Перші експерименти з транслокації білків через мембрани були проведені в 1970 році Гюнтером Блобелем, за що він був нагороджений Нобелівську премією з фізіології та медицини 1999 року. Він виявив, що багато білків мають сигнальну послідовність, тобто коротку амінокислотну послідовність на одному кінці, яка функціонує як «поштовий код», та направляє білки до певної органели. Трансляція білка на рибосомі відбувається на цитозолі. Якщо синтезовані білки «належать» іншій органелі, вони можуть бути перенесені до неї за допомогою двох головних шляхів, залежно від білка.

### Котрансляційна транслокація
N-термінальна сигнальна послідовність білка визнається частинкою розпізнавання сигналів (англ. signal recognition particle, SRP), під час синтезу на рибосомі. Синтез тимчасово припиняється, поки комплекс рибосоми з білком не переміститься до SRP-рецептору на поверхні шорсткого ендоплазматичного ретикулума (ЕПР), мембранної органели в межах клітинни. Там поліпептид, що синтезується, розпізнається транслокаційним комплексом Sec61 (також відомим як транслокон) і проходить через мембрану ЕПР. У випадку білків, призначених до секреції, сигнальна послідовність під час синтезу відщеплюється від поліпепдиду сигнальною пептидазою. Для деяких трансмембранних білків ця оброка дещо відрізняється. В межах ЕПР, білок одразу зв'язується з білками-шаперонами, щоб захистити його від високої концентрації інших білків в ЕПР, надаючи йому час правильно згорнутися. Згорнутий білок чачто підвергається певним модифікаціям, наприклад, глікозилюванню, після чтого транспортується до апарату Гольджі за допомогою транспортних везикул, де модифікується далі, або залишається в ЕПР за допомогою механізмів утримання.

### Посттрансляційна транслокація
Хоча більшість протеїнів переміщаються котрансляційно, деякі транслюються цілком в цитозолі, після чого направляються до місця призначення. Це відбувається для білків, призначених до мітохондрій, хлоропластів або пероксисом (в останньому випадку білки зазвичай мають сигнальну послідовність на C-кінці). Також посттрансляціно переміщаються білки, призначені до ядра клітини, вони перетинають ядерну оболонку через ядерні пори.

### Трансмембранні білки
Поліпептидний ланцюг трансмамбранних білків, які в більшості випадків є трансмембранними рецепторами, проходить через мембрану один або кілька разів. Вони вставляються в мембрану за допомогою кількох транслокацій, поки процес не перерветься послідовністю зупинки транслокації, також називаємої мембранною якірною послідовністю. Ці складні мембранні білки зазвичай використовують такі ж механізми сортування, як секреторні білки. Проте, багато складних мульті-трансмембранних білків містять структури, які не відповідають цьому механізму. Сім трансмембранних G-протеїн-зв'язаних рецепторів (які представляють близько 5 % з геному людини) зовсім не мають здебільшого не мають термінальної сигнальної послідовності. На відміну від секреторних білків, перша трансмембранна далянка служить першою сигнальною послідовністю, яка направляє їх до мембрани ЕПР. Це також приводить до переміщення N-кінця білка в порожнину мембрани ЕПР. Це порушує правила котрансляційної транслокації, характерної для білків ЕПР ссавців, як це було продемонстровано in vitro. Таким чином, багато деталей топології трансмембранних білків за їхнього згортання все ще залишають невідомими.

## Сортування білків до мітохондрій
Більшість мітохондріальних білків синтезуються у вигляді своїх попередників у цитозолі, що містять певні пептидні сигнали. Цитозольні шаперони допомогоють цим попередникам зв'язатися із рецепторами на мітохондріальній мембрані. Сигнальна послідовність цих білків розпізнається певними рецепторами і загальними порами імпорту (англ. General Import Pore, GIP), що разом називаються транслоказами зовнішньої мембрани (англ. Translocase of Outer Membrane, TOM). Попередник білка перемішається через ТОМ у вигляді петлі шпильки. Попередник переноситься через міжмембранних простір мітохондрій за допомогою малих білків TIM (які також служить молекулярним шаперонами) до пецептору TIMM23B або TIMM22 (транслоказа внутрішньої мембрани) на поверхні внутрішньої мембрани. У межах матрксу сигнальна послідовність відщеплюється за допомогою білка mtHsp70.
Відомі три рецептори мітохондріальної зовнішньої мембрани: TOMM20, TOMM22 і TOMM70. TOM70 зв'язується з внутрішніми сигнальними послідовностями служить центром приєднання цитозольних шаперонів. TOM20 зв'язується з препослідовностіми, а TOM22 зв'язується як з препослідовностями, так і з внутрішніми сигнальними послідовностями. Ці рецепртори являють собою трансмембранні канали з молекулярною вагою 410 кДа і діаметром пори 21 Å.
Транслоказа препослідовностей 23 (TIM23) локалізується на внутрішній мембрані мітохондрій і зв'язує N-кінець попередника білка. Цей білок також переносить попередники білків через міжмембранний простір. TIMM50 зв'язується з TIM23 на внутрішній мембрані. TIMM44 зв'язується на стороні матриксу і в свою чергу зв'язується з mtHsp70. Транслоказа препослідовностей 23 (TIM23) зв'язується з попередниками білків, призначених для внутрішньої мітохондріальної мембрани.
Сигнали призначення до мітохондріального матриксу багаті на позитивно заряджені і гідроксильні амінокислоти. Для направляння до різних частин мітохондрій білки містять кілька сигналів, що розпізнаються вказаними білками. Білки, призначені до зовнішньої мембрани, міжмембранного простору і внутрішньої мембрани часто мають різні сигнальні послідовність на додаток до матричної сигнальної послідовності.

## Сортування білків до хлоропластів
Попередніки білків, призначених до хлоропластів, містять стромову або тілакоїдну сигнальну послідовності. Більшість попередників білків переміщуються через комплекси Toc і Tic в межах оболонки хлоропласту. Після транслокації до хлоропласту, перша сигнальна послідовнять відщеплюється, і сортування продовжується за допомогою інших сигнальних послідовностей.

## Сортування білків до мітохондрій та хлоропластів одночасно
Багато білків потрібні одночасно як мітохондріям, так і хлоропластам. Такі комбіновані сигнальні послідовності мають властивості обох типів. Ці послідовності мають високий вміст основних і гідрофобних амінокислот та низький вміст негативно заряджених. Вони мають нижчий вміст аланіну і вищий вміст лейцину і фенілаланіну. Білки подвійного призначення також мають більш гідрофобні сигнальні послідовності, ніж як мітохондріальні, так і хроропластні.

## Сортування білків до пероксисом
Відомі два види пероксисомних сигнальних послідовностей (англ. Peroxisomal Targeting Signals, PTS), C-термінальний трипептид з послідовністю S/A/C потім K/R/H потім L/A. Найзагальнішим PTS1 є SKL (серин-лізин-лейцин). Більшість білків матриксу пероксисом містять цю сигнальну послідовність. Деякі білки містять PTS2, N-термінальну послідовність R/K потім L/V/I — X5 — H/Q — L/A/F. Існують також білки, що не містять жодного з цих сигналів. Їхній транспорт заснований на так званому механізмі piggy-back: ці білки зв'язуються з білками, що містять PTS1 і переміщаються разом з ними.
Дефекти в транспорті пероксисомних білків приводить до таких генетичних хвороб як синдром Зельвегера, адренолейкодистрофія (ALD) і синдром Рефсума.

## Ендоцитоз за допомогою рецепторів
Декілька молекул, зв'язуються із спеціальними рецепторами, так званими coated pits, на клітинній мембрані і примушують клітину перемістити їх до клітини за допомогою ендоцитозу, тобто відщеплюючи шматок мембрани разом з ним і переміщаючи їх до ендосоми. Цей механізм використовується для трьох головних цілей: Отримання істотних метаболітів, наприклад ЛНЩ. Отримання деяких гормонів і факторів росту, наприклад, епідермального фактору росту і фактору росту нервових клітин. Отримання білків, які мають бути знищеними, наприклад, антигенів фагоцитами, наприклад, макрофагами. Ендоцитоз за допомогою рецепторів може також бути «зловжитим»: деякі віруси, такі, зокрема, як збудник хвороби лісу Семліки, і деякі токсини, зокрема у збудників холери, дифтерії, сибірки, правця, ботулізму та інших бактерій потрапляють до клітини через цей механізм.

## Сортування білків у бактерій
З деякими виключеннями, бактерії не мають мембранних органел в межах клітини, але вони також можуть синтезувати білки, призначені для певних включень, таких як газові везикули і гранули зберігання. Бактерії можуть мати як одну мембрану (Firmicutes, Actinobacteria, зазвичай грам-позитивні), так і дві, простір між ними називається периплазмою (більшість грам-негативних бактерій). Білки можуть, таким чином, призначатися для цитоплазматичної або периплазматичної мембран, цитоплазми або перипоазми, або секретуватися в оточення. Основний механізм сортування білків цитоплазматичної мембрани подібний до еукаріотичного, крім того, бактерії мають системи секреції білків, призначених для зовнішньої мембрани та секреції, часто дуже важливі для патогенезу. Основні системи секреції є системи сектерії I типу, II типу тощо
У грам-позитивних бактерій фермент-сортаза, розщіплює попередник білка біля кінцевої C-кінця, як наприклад, відщеплюючи мотив LPXTG (де X може бути будь-якою амінокислотою), після чого переносить білок до клітинної стінки. Система, аналогічна сортазі/LPXTG, так звана ексортаза/PEP-CTERM, запропонована і в багатьох грам-негативних бактеріях.